# 김시습 초상
김시습 초상(金時習 肖像)은 조선 전기의 문인 김시습의 초상화이다. 2006년 12월 29일 대한민국의 보물 제1497호로 지정되었다.
김시습은 조선 세조 때 생육신의 한 사람이자, 유학과 불교에 능통한 학자로서 말년에 부여 무량사에서 은거하다가 59세에 세상을 떠났다.
초상화는 좌안 7분면의 복부까지 내려오는 반신상으로, 야인의 옷차림에 패랭이 모양의 모자를 쓰고 있다. 얼굴과 의복은 옅은 홍색으로 맑게 처리하였고, 윤곽선과 눈·코·입 등은 옅은 갈색으로 그렸다. 전체적으로 얼굴과 의복을 옅은 홍색과 그보다 약간 짙은 갈색을 대비하여 조화있는 화면을 만들었다. 수염은 회색 바탕에 검은 선으로 섬세하게 그렸다. 약간 찌푸린 눈매와 꼭 다문 입술, 눈에서 느껴지는 총명한 기운은 그의 내면을 생생하게 전하는 듯 하여 초상화의 진수를 보여준다. 매월당집에 의하면, 김시습은 생전에 두 점의 자화상을 그렸다고 하는데, 이 그림이 그 자화상인지의 여부는 알 수가 없다.
두 눈썹 사이를 찌푸리고 있는데, 작품을 보고 “찌푸린 눈썹에 우수 띤 얼굴”(攢眉滯愁容)이라 묘사했던 서유영(徐有英, 1801-1874)의 배관기와 부합하는 모습이다. 조선 시대 초상화는 대개 관복을 입은 인물을 담는데, 이 작품은 야복(野服, 관직에 나가지 않은 야인이 입는 옷) 초상화라는 점에서 중요하다.
조선 전기의 초상화는 현재 몇 점 밖에 전하지 않을 뿐 아니라 그것도 원본을 본 떠 그린 것이거나 덧칠을 한 것이 많은데, 이 초상화는 원본 그대로 남아있어 가치가 높다.

## 같이 보기
- 김시습
- 무량사

## 참고 자료
- 김시습 초상 - 국가유산청 국가유산포털
- 《충청남도문화재대관》, 충청남도역사문화연구원